# Gemelli Trigger
I Gemelli Trigger sono due coppie di personaggi immaginari presenti nei fumetti DC Comics a tema Western.

## Walter e Wayne Trigger
I Gemelli Trigger comparvero per la prima volta in All-Star Western n. 58 (maggio 1951), il primo numero di questo fumetto sotto un nuovo titolo (precedentemente era noto come All-Star Comics), e furono una delle nuove presenze che rimpiazzarono la precedente star, la Justice Society of America. La serie fu creata da Robert Kanigher e Carmine Infantino.
La serie presentò le avventure di una coppia di gemelli, Walter e Wayne Trigger. Walt era uno sceriffo, mentre Wayne era un civile; però, Wayne era molto più accurato e veloce nello sparo più di suo fratello, un segreto noto soltanto dalla coppia. Il tema principale della serie vedeva Walter impersonare Wayne in numerose avventure quando era necessario, indossando abiti identici a quelli di Wayne e usando un cavallo gemello di quello di Walt, così che nessuno avrebbe mai sospettato che Wayne era la copertura di Walt.
La serie andò avanti fino a All-Star Western n. 116 (1961) dopo di che fu rimpiazzata da un'altra serie, e non si vide più fino a Showcase n. 72 (febbraio 1968) quando una storia fu ristampata sotto il titolo "Top Gun", un numero autoconclusivo di riempimento. Nel 1973 fu dato ai Gemelli una serie personale di breve durata. I Gemelli comparvero in All-Star Squadron durante la Crisi sulle Terre infinite, al cui punto si scoprì che risiedevano su Terra-Due. Le loro origini furono narrate in Secret Origins vol. 2 n. 48 nell'aprile 1990.
Furono visti anche in Weird Western Tales n. 71.

## Tom e Tad Trigger
Una versione moderna dei Gemelli Trigger fu introdotta in Detective Comics n. 667 (ottobre 1993). Furono Tom e Tad Trigger, un paio di criminali che somigliavano alle loro controparti del vecchio west, anche se non fu mai chiaro se fossero o meno correlati. Si incontrarono per la prima volta quando decisero separatamente di derubare la stessa banca nello stesso momento. Anche se rimasero scioccati e confusi nel vedere quanto si somigliavano (in una mossa che espose i loro volti ad un cliente della banca) decisero di lavorare insieme, terminare la rapina e quindi fuggire.
Cercarono poi di fare altri soldi derubando il conto di un boss della mafia locale, e nonostante due dei suoi uomini rimasero uccisi dal duo, il boss dell'organizzazione parlò con i Gemelli perché lavorassero per lui. Presto decisero di uccidere tutti gli uomini dell'avversario.
Più avanti incontrarono Azrael vestito da Batman durante un assalto a un treno metropolitano di Gotham.
Una criminale bionda li salvò da una gang. Li ingannò facendo loro credere che era la loro sorella persa da tempo; questa fu un'esca per assicurarsi il loro aiuto per i suoi piani. Robin e molti altri eroi, inclusi le versioni moderne di Pow Wow Smith e Nighthawk aiutarono a fermarli. La maggior parte dello scontro ebbe luogo in una ricostruzione di una Gotham City nel classico selvaggio west in un'attrazione turistica, in Robin Annual n. 6 (1997).
In questo periodo furono assunti dal criminale super potente Roland Desmond, operante fuori dalla città di Blüdhaven.

### Crisi Infinita
Come molti altri criminali, i Gemelli si unirono alla Società segreta dei supercriminali. Come parte di un'armata, furono inviati a distruggere la città di Metropolis. Un'altra armata di super eroi li affrontò. Durante quella che fu chiamata Battaglia di Metropolis, i Gemelli furono abbattuti per la strada da un gruppo di vigilantes che includettero il corrente Vigilante e Wild Dog che erano arroccati su un tetto vicino. Questa battaglia ebbe luogo in Crisi infinita n. 7.

### La Notte Più Profonda
Durante La notte più profonda, i Gemelli Trigger furono tra i molti criminali deceduti che ricevettero un anello nero del potere, rianimatisi come Lanterne Nere.

## Altre versioni
La versione di Terra 18 dei Gemelli Trigger comparve in The Multiversity Guidebook n. 1. Qui, i Gemelli Trigger sono membri dei Justice Riders.

## In altri media
Nell'Arrowverse di Elseworld, John Deegan riscrisse la realtà, trasformando Barry Allen e Oliver Queen nei Gemelli Trigger.